# Lịch sử của thuyết Vụ Nổ Lớn

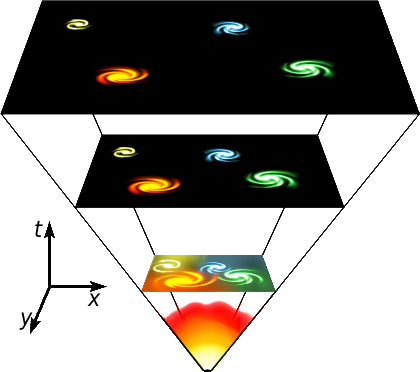
Theo như mô hình thuyết Vụ Nổ Lớn, vũ trụ mở rộng từ một điểm rất đặc và nóng và tiếp tục mở rộng cho đến bây giờ. Phép loại suy phổ biết giải thích rằng vũ trụ đang mở rộng, mang theo các thiên hà giống như các điểm ở trên một quả bóng đang được bơm căng. Mô hình ở là hình vẽ của một họa sĩ mô tả một vũ trụ đang mở rộng với vũ trụ là một vật thể phẳng.

Lịch sử của lý thuyết Vụ nổ lớn bắt đầu với sự phát triển của Vụ nổ lớn từ những quan sát và xem xét lý thuyết. Phần lớn công việc lý thuyết trong vũ trụ học hiện nay bao gồm các phần mở rộng và cải tiến cho mô hình Big Bang cơ bản.

## Triết học cổ đại và chủ nghĩa hữu hạn về thời gian thời kỳ Trung Cổ
Trong triết học Trung Cổ, có nhiều tranh luận về việc liệu vũ trụ có một quá khứ giới hạn hay không giới hạn. Triết học của Aristotle đã cho rằng vũ trụ có một quá khứ không giới hạn. Điều này đã tạo nên vấn đề cho các nhà triết học Hồi giáo và nhà triết học Do Thái những người không thể nào làm hòa hợp với các lý thuyết của nhà triết học Hy Lạp vào cái nhìn vào sự sáng thế theo Ký Sáng thế của các tôn giáo Abraham.  Như là một kết quả, một biến thể của những tranh luận logic cho việc vũ trụ có một quá khứ giới hạn được phát triển bởi John Philoponus, Al-Kindi, Saadia Gaon, Al-Ghazali và Immanuel Kant cùng với những người khác.
Trong năm 1225, trong tiểu luận De Luce (Về ánh sáng), nhà khoa học người Anh Robert Grosseteste khám phá tính chất tự nhiên của các vật thể cũng như của vũ trụ. Ông đã mô tả sự ra đời của vũ trụ là một sự mở rộng và sự kết tinh của các vật thể để tạo ra các vì sao và các hành tinh trong một trật tự của những quả cầu được lồng xung quanh Trái Đất. Tiểu luận trên là nỗ lực đầu tiên để mô tả thiên đường và Trái Đất sử dụng mộ tập hợp đơn giản của các định luật vật lý.
Năm 1610, Johannes Kepler đã sử dụng bầu trời tối đêm để bàn về một vũ trụ có giới hạn. 77 năm sau đó, Isaac Newton đã mô tả chuyển động mức độ lớn trong vũ trụ.
Việc mô tả một vũ trụ đã và đang mở rộng cũng như co lại trong một dạng chu kỳ đã được đẩy đi xa hơn trong một bài thơ được xuất bản vào năm 1791 bởi Erasmus Darwin. Edgar Allan Poe đã giới thiệu một hệ thống theo chu kỳ đơn giản trong chuyên luận vào năm 1848 mang tên Eureka: A Prose Poem. Tất nhiên đó không phải là một công trình khoa học, nhưng bằng việc bắt đâu bằng các nguyên lý siêu hình học đã cố giải thích vũ trụ bằng hiểu biết vật lý và tâm lý đương thời. Bị phủ nhận bởi cộng đồng khoa học và thỉnh thoảng bị hiểu lầm bởi những chỉ trích văn chương, sự lôi kéo mang tính chất khoa học của nó đã bị đánh giá lại trong những thời điểm gần đây.
Theo như Poe, trạng thái ban đầu của vật thể là một "hạt căn bản" đơn giản. "Ý muốn thần thánh", biểu lộ chính nó như một năng lượng gớm ghiếc, đã phá vỡ hạt  căn bản thành các nguyên tử . Các nguyên tử mở rộng trong không gian, cho đến khi năng lượng gớm ghiếc dừng lại, và sự thu hút xuất hiện như một phản ứng. Sau đó các vật thể bắt đầu kết thành khối để tạo ra các vì sao và các hệ thống sao, trong khi đó vũ trụ vật chất bị kéo trở lại bởi lực hấp dẫn, cuối cùng sụp đổ. Giai đoạn cuối cùng đó là trở về trạng thái hạt cơ bản để bắt đầu một quá trình tương tự như trên. Đoạn này của Eureka đã mô tả mộvtt vũ trụ phát triển của Newton, chia sẻ một số đặc điểm với các mô hình tương đối. Vì lý do này, Poe báo trước một số chủ đề của vũ trụ học hiện đại.

## Sự phát triển của khoa học đầuthế kỷ 20
Về quan sát, trong thập niên 1910, Vesto Slipher và sau đó là Carl Wilhelm Wirtz đã xác định những tinh vân xoắn ốc nhất (ngay nay được xác định chính xác là các thiên hà xoắn ốc) đã lùi xa tính từ Trái Đất. Slipher đã sử dụng quang phổ học để điều tra những giai đoạn quay của các hành tinh, sự tạo ra khí quyển các hành tinh. Đó cũng là nỗ lực đầu tiên để quan sát tốc độ góc của các thiên hà. Wirtz đã quan sát được bức xạ hồng ngoại của tinh vân, điều khó biểu diễn trong một vũ trụ được lấp đầy ít nhiều đồng đều bởi sao và tinh vân. Điều đó không gây sự chú ý thiên văn, và các tinh vân được đề xuất thực sự là các thiên hà nằm ngoài Ngân Hà.
Cũng trong thập kỷ đó, Albert Einstein với lý thuyết tương đối tổng quát sẽ không có giải pháp vũ trụ tĩnh và đưa ra giả sử cơ bản trong nền tảng lý thuyết của Big Bang. Vũ trụ (không-thời gian) đã được mô tả bằng một tensor mét và vũ trụ này có thể đang mở rộng hay co lại (không phải là nhất quán hay bất biến). Kết quả này, đến từ một sự phát triển của các phương trình trường của lý thuyết tổng quát, lúc đầu đã dẫn dắt Einstein đến việc xem xét phải chăng cách ông xây dựng phương trình trường có thể là một lỗi và ông đã cố sửa nó bằng một hằng số vũ trụ. Hằng số này sẽ sửa chữa lại cho mô tả của thuyết tương đối tổng quát về không-thời gian một tensor mét bất biến cho việc tạo ra vũ trụ hay sự tồn tại. Một người đầu tiên đã nghiêm túc áp dụng lý thuyết tương đối tổng quát mà không sử dụng hằng số vũ trụ là Alexander Friedmann. Friedmann đã suy ra vũ trụ đang mở rộng bằng phương trình trường của lý thuyết tổng quát vào năm 1922. Tài liệu của ông vào năm 1924 bao gồm Über die Möglichkeit einer Welt mit konstanter negativer Krümmung des Raumes (Về khả năng của một thế giới với sự uốn cong âm bất biến) được xuất bản tại Viện Hàn lâm Berlin về Khoa học vào ngày 7 tháng 1 năm 1924. phương trình của Friedmann đã mô tả một vũ trụ Friedmann–Lemaître–Robertson–Walker.
Trong năm 1927, Kito hữu người Bỉ Georges Lemaître đã đề xuất một mô hình mở rộng cho vũ trụ để giải thích những chuyển dịch đỏ đã quan sát được trong các tinh vân xoắn ốc và đã tình toán định luật Hubble. Ông tạo ra lý thuyết của mình dựa trên những công trình nghiên cứu của Einstein và Willem de Sitter và độc lập suy luận các phương trình của Friedmann cho một vũ trụ mở rộng. Đồng thời, bức xạ hồng ngoại không hề nhất quán mà biến đổi trong trong những cách như thể để dẫn dắt đến kết luận rằng có một mối quan hệ xác định giữa số lượng của các dịch chuyển đỏ của các tinh vân và khoảng cách của chúng từ các nhà quan sát.
Trong năm 1929, Edwin Hubble đã cung cấp một nền tảng quan sát dễ hiểu cho lý thuyết Lemaître. Những quan sát mang tính thí nghiệm của Hubble đã khẳng định điều rằng, xét tương đối với Trái Đất và tất cả những vật thể được quan sát khác, các thiên hà đang dần rời xa theo mọi hướng với tốc độ (được tính toán từ bức xạ hồng ngoại) tỷ lệ trực tiếp với khoảng cách của chúng tính từ Trái Đất và với nhau. Trong năm đó, Hubble và Milton Humason đã xây dựng lý thuyết khoảng cách theo bức xạ hồng ngoại theo kinh nghiệm của mình về các thiên hà, nay được biết đến là định luật Hubble. Định luật này cho rằng một khi bức xạ hồng ngoại được biểu diễn như là một thước đo của tốc độ rời xa, thì sẽ phù hợp với lý thuyết tương đối tổng quát của Einstein về một vũ trụ đang mở rộng đồng nhất và đẳng hướng. Tự nhiên đẳng hướng của sự mở rộng là bằng chứng trực tiếp nếu vũ trụ đang mở rộng không vật thể nào trong vũ trụ có thể di chuyển xa hơn trở thành một chỗ trống cùng tồn tại lớn hơn một cách vô hạn. Đó là sự biểu diễn cho phép khái niệm về một vũ trụ đang mở rộng. Đinh luật đã xác định điều quan trọng hơn của khoảng cách giữa bất kỳ hai thiên hà nào, và tốc độ tương đối của chúng để biệt lập với nhau. Sự khám phá này sau đó đã dẫn đến việc thiết lập mô hình Big Bang.
Trong năm 1931, Lemaître, trong tác phẩm hypothèse de l'atome primitif (lý thuyết về nguyên tử nguyên thủy rằng vũ trụ bắt đầu với một tiếng nổ của một nguyên tử - sau đó được gọi là Vụ nổ Lớn. Ông cho rằng các tia vũ trụ là dấu vết còn lại của sự kiện đó, mặc dù bây giờ chúng ta biết bắt đầu với những thiên hà cục bộ. Lemaître đã phải đợi cho đến khi qua đời để có thể nghiên cứu về bức xạ phóng vi sóng vũ trụ bức xạ dấu vết của một thứ đặc và nóng trong buổi đầu của vũ trụ.